# Eher fliegen hier UFOs

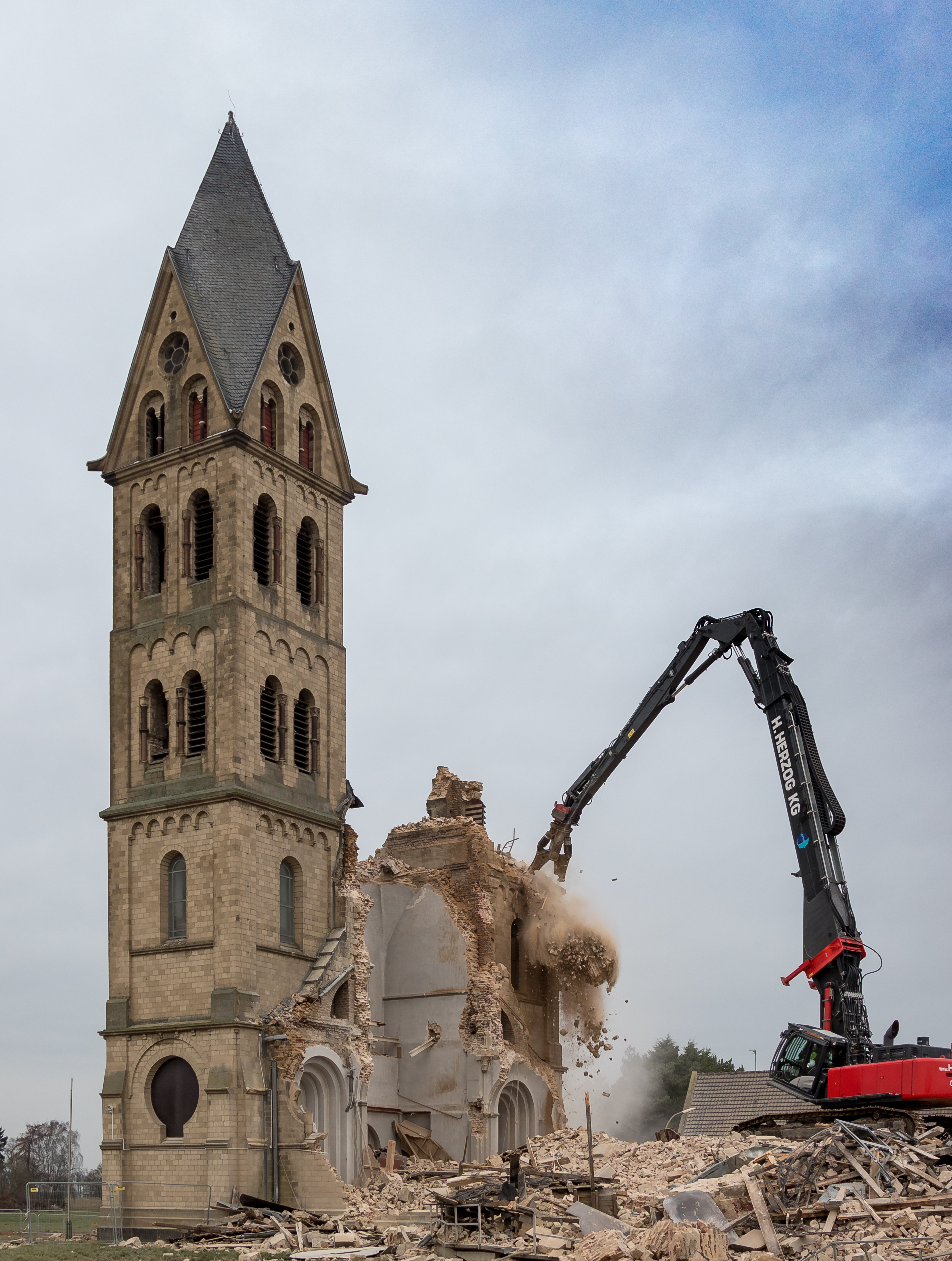
Der Abriss des Immerather Doms war die erste gedrehte Szene des Films (Foto vom Januar 2018)

Eher fliegen hier UFOs ist ein deutscher Fernsehfilm von Gina Wenzel und Ingo Haeb aus dem Jahr 2023. Der Film wurde am 23. Oktober 2023 auf dem Filmfest Köln uraufgeführt und lief im Fernsehen erstmals am 8. November 2023 im Ersten.

## Handlung
Die Handlung des Films beginnt im Jahr 2018. Familie Baumanns wohnt im niederrheinischen Niersdorf. Es ist geplant, dass der Ort in den nächsten Jahren dem Braunkohletagebau weichen muss und die Bewohner in einem anderen, neu erbauten Ortsteil ein neues Zuhause bekommen. Die Baumanns möchten so lange bleiben, wie es ihnen möglich ist. Sie betreiben eine eigene Bäckerei und harren aus. Marita hatte ihrem 2015 verstorbenen Mann Franz versprochen, dass er hier in seiner Heimat begraben bleibt, wie es sein Wunsch war.
Die Jahre vergehen und die zunehmende finanzielle Belastung durch immer weniger Kundschaft wird stärker. Maritas Schwager Claus und dessen Frau Irene entscheiden sich schließlich, das Angebot anzunehmen, in den neuen Ortsteil zu ziehen. Marita beteiligt sich an Protestaktionen gegen den Tagebau, zieht aber schließlich auch in den neuen Ortsteil. Nach der Bäckereischließung findet sie einen neuen Job bei einem asiatischen Restaurant, für welches sie Essen ausfährt. Durch die COVID-19-Pandemie fällt 2020 ihr geliebter Karneval aus, wenig später stirbt dann Maritas Schwiegermutter. Claus entscheidet sich für eine Beerdigung seiner Mutter auf dem neuen Friedhof und möchte nun auch den Vater und seinen Bruder Franz umbetten lassen. Dies führt zu Spannungen innerhalb der Familie.
Als Marita sich dann für eine Umbettung entscheidet, sagt man ihr, dass der Ort aufgrund des Kohleausstiegs doch nicht mehr weichen muss. Sie teilt Claus mit, dass Franz an seinem alten Ort bleiben kann, worauf ihr Claus vorwirft, sie würde die Familie spalten. Irene redet noch einmal mit Marita und erklärt Claus’ Beweggründe, der sich wünscht, dass keiner aus der Familie mehr an dem Ort bleibt, an dem er nicht bleiben durfte. Schließlich wird Franz auf den Friedhof des neuen Ortsteils umgebettet und Claus verträgt sich wieder mit Marita.
Marita geht mit ihrer Nichte Nathalie ins alte Niersdorf und sie begraben dort neben einem Baum am Ortsrand heimlich Franz’ Urne, damit sein letzter Wunsch erfüllt bleibt. Sie sagt ihm, dass sie eines Tages nachkomme, dafür würde Nathalie dann schon sorgen. Als sie durch den verlassenen Ort zurücklaufen, sehen sie, wie eine ukrainische Flüchtlingsfamilie in eines der Häuser des verlassenen Orts einzieht.

## Produktion
Gedreht wurde der Film um die fiktive Ortschaft Niersdorf in den Erkelenzer Tagebaudörfern, wo der Braunkohlebergbau eine wichtige Rolle spielt. Viele der Szenen wurden in Keyenberg gedreht. Die Dreharbeiten erstreckten sich über mehrere Jahre. Angefangen wurde im Jahr 2018, als die Szene des Abrisses des Immerather Doms gedreht wurde. Erst danach wurden weitere Szenen geschrieben und der WDR ist eingestiegen. Die Figuren wurden erweitert, wodurch es notwendig wurde, viele der anfänglichen Szenen erneut zu drehen. Es wurde kein fertiges Drehbuch verwendet, da das Ende offen war. Ursprünglich ging das Filmteam davon aus, bei der kürzesten Umsiedlung überhaupt dabei zu sein, sodass die tatsächlichen Abrisse gezeigt werden können. Es kam dann durch den Ausstieg aus dem Braunkohlebergbau jedoch anders, sodass die Orte Keyenberg, Kuckum und andere erhalten bleiben konnten.
In einem Interview sagte Drehbuchautor und Regisseur Ingo Haeb, dass das Hauptproblem des jahrelangen Drehens gewesen sei, dass immer unklar blieb, ob die Hauptdrehorte überhaupt erhalten blieben, da RWE die Häuser nach und nach wegkaufte. So beschreibt er: „In dem Moment, in dem beispielsweise die Bäckerei RWE gehört hätte, wären wir da nicht mehr reingekommen. Das wäre eine Katastrophe gewesen. Wir hätten das Ende der Bäckerei nicht drehen können. Und mit RWE wollten wir nie über den Inhalt unseres Buches verhandeln.“ Nachdem die Keyenberger Heilig-Kreuz-Kirche verkauft worden war, musste für die Kirchenszenen auf die Kirche des benachbarten Holzweiler zurückgegriffen werden, wo Innenaufnahmen stattfanden. Die Gaststättenszenen wurden in Rath-Anhoven und Venrath gedreht.

## Rezeption

### Kritik
Das Lexikon des internationalen Films bewertet den Film mit 3,5 von 5 möglichen Sternen und bezeichnet den Film als „[e]in ruhig und sensibel erzähltes Drama, dessen authentischer Zeichnung von Figuren und Milieu anzumerken ist, dass dem Film mehrere Jahre Recherche zugrunde liegen“. Mit Dialoghumor und skurrilen Szenen werde die eigentlich melancholische Geschichte sanft aufgelockert. Eher fliegen hier UFOs sei insgesamt ein sehenswerter Film.
Martina Kalweit bewertet den Film bei tittelbach.tv mit insgesamt 5 von 6 möglichen Sternen. In dem Film hielten vor allem die Frauen mit ihrem Mut und ihrer Anpassungsfähigkeit das Rad am Laufen. Das Geschehen vor Ort werde mit den aktuellen Ereignissen wie Pandemie und Isolation verschränkt. Drei Generationen mit ihrem Leben im Unplanbaren würden hier still beobachtet, das Ganze wandele sich in eine Geschichte, die darstellt, was Heimat ausmache. Kalweit stellt fest: „Szenerie, Dialoge und die Off-Monologe der Hauptdarstellerin berühren gleichermaßen. Was als Ufo startet, landet nach 90 Minuten mitten im Herz.“

### Einschaltquoten
Die Erstausstrahlung des Films am 8. November 2023 im Ersten sahen in Deutschland 3,20 Millionen Zuschauer, was einen Marktanteil von 12,4 % für den Sender bedeutete.

## Auszeichnungen
Televisionale 2024
- Auszeichnung mit dem Sonderpreis für herausragende Regie (Gina Wenzel und Ingo Haeb)[7]